# 澳門航空 (1920年代)
澳門航空公司（Macau Aerial Transport），是由一名出生於香港的法國人Charles Ricou成立，於1920年代創辦的，計劃營辦來往香港、廣州、馬尼拉、上海和越南等地的客貨運服務。澳門航空公司購入了11架飛艇，聘請了15名美國機師及工程人員。因為香港政府不批准該公司在香港上空的飛行權，澳門航空公司便在一年內結束了。